# Alihuen Antileo
Alihuen Antileo Navarrete (Temuco, 9 de julio de 1964) es un abogado y académico mapuche-chileno. El 7 de mayo de 2023 fue electo como consejero constitucional por el escaño de los pueblos indígenas del Consejo Constitucional.

## Familia, exilio e inicio de la militancia
Alihuen Antileo es miembro del pueblo mapuche. Es hijo de padre mapuche y madre chilena. A los nueve años partió al exilio político junto a su familia durante la dictadura de Pinochet, radicándose en Suiza.
En 1986 retornó a Chile para estudiar historia en la Universidad de Chile. En este tiempo, Antileo tomó la decisión de prepararse para luchar contra el régimen de Augusto Pinochet, primero integrando la «Unidad de Combate en Lucha Callejera» y luego en el Frente Patriótico Manuel Rodríguez (FPMR). Tras el fin de la dictadura de Pinochet, dejó la militancia guerrillera para concentrarse en el activismo político relacionado con el pueblo mapuche y su trabajo académico.
En 2014 Alihuen Antileo se licenció en ciencias jurídicas en la Universidad La República (ULARE). Como investigador de asuntos indígenas, fue académico y director del programa de pueblos originarios de la Universidad ARCIS.

## Carrera política
Antileo fue uno de los fundadores de la Coordinadora Arauco-Malleco (CAM), pero se distanció de la vía autonomista del grupo radical por ser contrario a los atentados armados. Así, se acercó en cambio a la vía institucional.
En 2021, fue candidato a las elecciones de convencionales constituyentes por un cupo de los escaños reservados para pueblos indígenas, sin embargo, no fue electo.
Es vocero y presidente de la «Plataforma Política Mapuche» (PPM) en Santiago, organización indígena que utiliza la vía institucional para la defensa de los derechos del pueblo mapuche.

### Consejero constituyente
En las elecciones de consejeros constitucionales se presentó como candidato por el cupo de escaño reservado para pueblos indígenas, en representación del pueblo mapuche en el Consejo Constitucional.
El 7 de mayo de 2023 obtuvo más de 160 mil votos, suficientes para entrar como el consejero número 51 al proceso constituyente. Así será parte de la redacción de la propuesta de Constitución Política de la República de Chile.

## Historial electoral
| Año  | Tipo                          | Territorio                   | Votos   | %    | Resultado                |
| ---- | ----------------------------- | ---------------------------- | ------- | ---- | ------------------------ |
| 2021 | Convencionales constituyentes | Pueblo mapuche (Macrozona 1) | 7034    | 3,23 | No electo                |
| 2023 | Consejeros constitucionales   | Pueblos indígenas            | 159 410 | 52,4 | Consejero constitucional |